# Рамунас Карбаускіс
Рамунас Карбаускіс (лит. Ramūnas Karbauskis; нар. 5 грудня 1969) — литовський бізнесмен, політик та філантроп.

## Біографія

### Освіта і ділова кар'єра
Народився 5 грудня 1969 року в селі Найсяй Шяуляйського району. Син Чесловаса Карбаускіса, члена Верховного ради Литви і Нійоле Карбаускене. У 1987 році закінчив середню школу ім. Юліуса Яноніса в Шяуляї. У тому ж році він вступив на агрономічний факультет Литовської сільськогосподарської академії, яку закінчив у 1992 році.
В юності Карбаускіс проявляв активний інтерес до шашок, ставши кандидатом у майстри спорту з міжнародних і російських шашок. У 1987—1988 роках був членом Литовської молодіжної збірної з російських шашок.
У 1993 році Карбаускіс створив компанію ЗАТ «Agrokoncernas». Протягом наступних двох десятиліть «Agrokoncernas» стала однією із найбільших аграрних груп в Литві, в ній працювало понад 800 осіб. Карбаускіс зберіг повне право власності на компанію, що зробило його одним з найбагатших людей в Литві.

### Політична кар'єра
Беручи участь у політиці починаючи з середини 1990-х років, Карбаускіс був тричі обраний до Сейму.
У виборах 1996 року, він брав участь як незалежний кандидат і був обраний в сьомий Сейм від одномандатного виборчого округу № 45 «Сільський Шяуляй». У 1998 році він приєднався до партії «Селяни Литви» і став її головою. З 1997 по 2000 рік він також входив до складу Ради самоврядування Шяуляйського району.
У виборах 2000 року Карбаускіс був переобраний у своєму одномандатному окрузі, представляючи партію «Селяни Литви». У восьмому Сеймі він займав пост віце-спікера з 2000 по 2001 рік.
З 2009 року Карбаускіс був головою литовської Спілки селян-народників, перейменованої в 2012 році на «Спілку селян і зелених Литви» (СКЗЛ). На парламентських виборах 2012 року партія зазнала поразки, набравши всього 3,88 % голосів виборців. Проте вже на парламентських виборах 2016 року партія посіла перше місце, здобувши рекордні 56 мандатів. Карбаускіс сам пройшов у парламент по одномандатному виборчому округу Шилайняй (в Каунасі).

### Благодійність і громадська діяльність
Карбаускіс організував сімейний фестиваль «Naisiai» (на честь рідного села, безалкогольний річний розважальний фестиваль під відкритим небом).
У 2013 році Карбаускіс став співзасновником благодійного фонду «Švieskime Vaikus» (давайте виховувати дітей), у співпраці з литовським співаком та продюсером Андрюсом Мамонтовасом.
Карбаускіс був президентом Литовської федерації шашок з 2006 року, а з 2009 року — віце-президентом Литовської асоціації жемайтской коні (історичної верхової породи з Литви).

### Родина
У Карбаускіса є дружина Ліна і двоє синів: Юстінас і Мантас. Його брат Міндаугас Карбаускіс є художнім керівником Московського академічного театру імені Володимира Маяковського.

## Серіал «Літо в Найсяй»
Він виступив в якості сценариста і продюсера серіалу «Naisių vasara» («Літо в Найсяй»), заснованого на історіях з села Найсяй, де Карбаускіс народився.
Популярний на литовському телебаченні серіал «Літо в Найсяй» вже багато років (з 2010 року) розповідає про радощі і турботи сільських жителів. Глядачі бачать, що і в селі живуть працьовиті, освічені й веселі люди. Один з героїв серіалу в молодості навіть зовні дивно схожий на політика і мільйонера Рамунаса Карбаускіса.